# Misfits (Band)
Die Misfits (deutsch: Außenseiter) sind eine US-amerikanische Punkband, die erstmals 1977 gegründet wurde. Sie gilt als Begründer des Horrorpunk, der Punkrock mit dem Klangbild von Rockabilly und Doo Wop mischt und thematisch auf Horror setzt. Die Band übte starke Einflüsse auf den US-amerikanischen Punkrock (NOFX, Pennywise, AFI) und auf Metal (Metallica, Megadeth) aus.

## Bandgeschichte

### Bis 1984

#### Anfänge
Nachdem Glenn Danzig bei einigen anderen Bands aus Lodi (New Jersey) den Gesang übernommen hatte, gründete er im März 1977 The Misfits. Erste Bassistin war Diane DiPiazza, nach kurzer Zeit übernahm jedoch Jerry Only (bürgerlich Gerald Caiafa) den Bass. Schlagzeuger war Manny Martínez. Bei den ersten Proben wurden auch Songs gespielt, welche bis heute unveröffentlicht sind, unter anderen Harpies in the Night und West End Avenue. 1977 nahmen sie die erste Single Cough / Cool auf, welche auf ihrem eigenen Label Blank Records veröffentlicht wurde, und hatten erste Auftritte. Nach kurzer Zeit wurde Franché Coma (bürgerlich Frank Li Cata) als Gitarrist in die Band aufgenommen.

#### Bullet
Nach einigen weiteren Auftritten wurde Manny als Schlagzeuger durch Mr. Jim (bürgerlich Jim Catania) ersetzt. Im Januar 1978 begannen sie die Aufnahmen zu ihrem ersten Album Static Age, das allerdings bis 1997 unveröffentlicht blieb, stattdessen veröffentlichte die Band die EP Bullet, welche auf Danzigs Label Plan 9 Records (nach Plan 9 from Outer Space) erschien. Während einer Tour im Oktober 1978 verließ Franchè Coma die Band, als Aushilfe wurde für kurze Zeit der Gitarrist der Victims eingestellt und im November schließlich dauerhaft durch Bobby Steele ersetzt. Am Ende dieser Tour wurde auch Joey Image (bürgerlich Joey Poole) als neuer Schlagzeuger aufgenommen.
Im Januar 1979 begannen die Misfits einige neue Songs aufzunehmen, welche auf der EP Horror Business veröffentlicht wurden, auf dessen Cover auch das heutige Logo der Band, der Crimson Ghost zu sehen ist. Drei der acht aufgenommenen Songs wurden im Juni auf der EP Night of the Living Dead veröffentlicht und an Halloween nach einem Auftritt verkauft. Bei diesem Konzert wurde auch der Fiend Club, ihr Fan Club, gegründet, über den man Merchandise und Aufnahmen erwerben konnte. Einen Monat später startete eine Englandtour, welche allerdings schon nach einigen Tagen abgebrochen wurde, da die Band unzufrieden mit der Gage und den Instrumenten war. Da ihr Rückflug erst für Dezember geplant war, besuchte Jerry Sid Vicious’ Mutter und Danzig und Steele landeten für kurze Zeit im Gefängnis, dort schrieb Danzig London Dungeon. Im Dezember gelang es ihnen dann mit Geld von Jerrys Vater zurückzufliegen, Image verließ die Gruppe aufgrund dieser Tour.
Anfang des Jahres 1980 wurde die EP Beware mit einem neuen Titel, Last Caress, veröffentlicht. Nach einer viermonatigen Pause ohne Drummer stellten sie im April Arthur Googy ein und drei Monate später spielten sie eine letzte Show mit Steele, welcher durch Jerry Onlys Bruder Doyle Wolfgang von Frankenstein (bürgerlich Paul Caiafa) ersetzt wurde und The Undead gründete. Aus Sessions gingen 12 Titel für ein neues Album hervor, welche auf dem unveröffentlichten Album 12 Hits from Hell (2001) zu finden sind. Bobby Steele nahm hierfür noch Material auf, da von Frankenstein erst an Halloween 1980 seine erste Show mit den Misfits spielte.

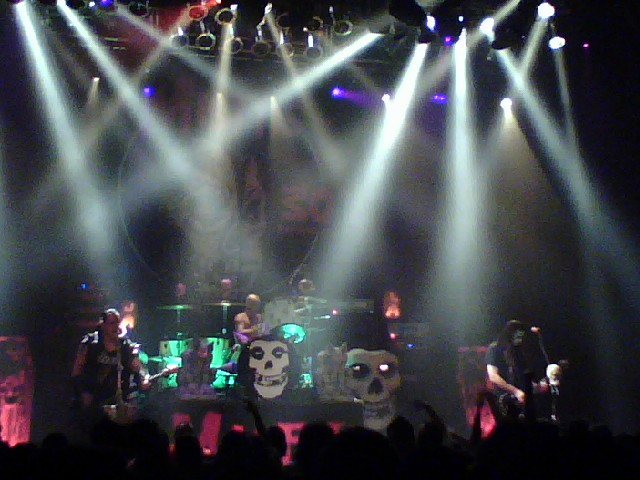
Liveauftritt (2008)

#### Walk Among Us
Das neue Album sollte im April 1981 erscheinen, stattdessen brachten sie aber nur eine EP mit dem Titel 3 Hits from Hell heraus. Im Juli nahmen die Misfits einige Stücke für ihr offiziell erstes Album auf und Danzig veröffentlichte seine Single Who Killed Marilyn?, auf der er alle Instrumente selbst spielte. Zwei Monate später traten sie nach einer Pause von einem Jahr wieder in Clubs auf und machten Fotoaufnahmen für das neue Album, diese erschienen jedoch zum Teil nicht. Im Sommer sollte die neue LP namens Walk Among Us bei Plan 9 Records erscheinen, die Mitglieder schlossen aber einen Vertrag für nur eine LP mit Slash Records, weshalb die meisten Songs neu aufgenommen und die Titelliste überarbeitet werden musste. Nach einigen Gigs und Radioauftritten verkauften sie ihre Single Halloween am 31. Oktober vor einer Show und im November wurde bei einem Konzert We Are 138 für die EP Evilive aufgenommen. Obwohl es eine ganze Aufnahme des Konzerts gab, wurde nur dieser Song ausgewählt. Ende November und Anfang Dezember gaben die Misfits einige Interviews und nahmen einen weiteren Titel für die Live-EP Evilive auf.
Im Januar 1982 flog Glenn nach Los Angeles, um dort die LP Walk Among Us zu veröffentlichen. In den nächsten drei Monaten spielten sie einige Konzerte, Slash Records wollten auch einen Auftritt mit den Flesh Eaters organisieren, um das Album zu promoten, schaffte es aber nicht. Bei einer Show am 10. April 1982 kam es zu gewalttätigen Auseinandersetzungen zwischen der Band und dem Publikum, wenige Tage später nahmen sie weitere Songs für Evlive auf. Der Plan, die EP Earth a.D. aufzunehmen, wurde zunächst verworfen und sie spielten im Mai einige Shows mit Aushilfs-Schlagzeugern, bis sie mit Eerie Von probten und sich entschieden, ihn aufzunehmen, dieser lehnte aber ab, da er bei seiner derzeitigen Band bleiben wollte. Einige Konzerte spielten sie mit dem Schlagzeuger der Necros, bis Robo, Schlagzeuger bei Black Flag, in den USA angelangt war und von Henry Rollins informiert wurde, dass die Misfits einen Schlagzeuger suchten. Da alle Mitglieder die Schule abgeschlossen hatten starteten sie im September eine neue Tour und begannen nach einem Auftritt die Aufnahmen zu Earth a.D.

#### Earth a. D.

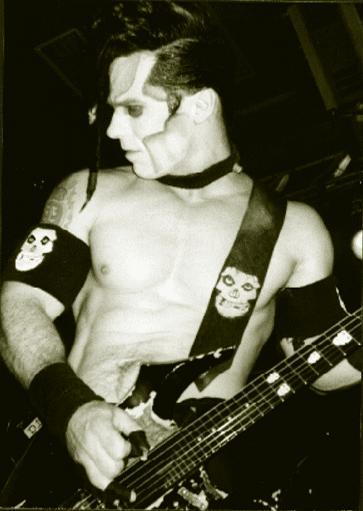
Doyle Wolfgang von Frankenstein

Im März 1983 nahmen sie nach einem Auftritt das Video zu Brain Eaters auf, es wurde außerdem der Anfang für ein Video zu Skulls gedreht, aber nie vollendet. Im selben Monat deutete Danzig in Interviews an, dass er eine neue Band gründen wolle, für die er schon Songs geschrieben habe und teilte bei einer Show Henry Rollins mit, dass er die Band für Samhain verlassen werde. Die ursprüngliche Idee, Earth A.D. als EP zu veröffentlichen, ließen sie fallen und entschlossen sich, einige Songs, die sie live spielten und zwei Songs (Death Comes Ripping und Bloodfeast), die Danzig für Samhain geschrieben hatte, mit aufzunehmen. Das Album erschien im Dezember 1983 unter dem Namen Earth a.D. / Wolfs Blood (Europa: Wolfs Blood / Earth a.D.).
Samhain probte noch einmal im September mit einer alternativen Besetzung und die Misfits wollten wieder mit Googy zusammenarbeiten, welcher aber eine zu hohe Gage verlangte, weshalb sie sich für Brian Damage entschieden. Da die lange Tour zu Ende war und zwei Alben dort erscheinen sollten, dachten Jerry und Doyle Wolfgang von Frankenstein über eine Deutschlandtour nach, sie konnten für diese aber nur einmal mit Brian Damage proben. Zwei Tage vor Halloween spielten die Misfits ihren letzten Gig. Damage war allerdings betrunken, daher mussten sie die Show mit dem Necros-Schlagzeuger, Todd Swalla, absolvieren.
Samhain wurde 1984 offiziell gegründet, die EP Die Die My Darling veröffentlicht, 1985 Legacy Of Brutality und 1986 Collection I. Im selben Jahr wollte Danzig zusammen mit Eerie Von Walk Among Us neu einspielen und auf Plan 9 Records veröffentlichen, sie schlossen die Arbeiten aber nie ab. Teile der Aufnahmen sind auf Collection II zu hören.

### Neugründung 1995
Im August 1987 gründeten Doyle Wolfgang von Frankenstein und Only eine christliche Metalband namens Kryst the Conqueror, die Band probte auch schon mit dem späteren Misfits-Schlagzeuger Dr. Chud. Sie spielten nie live und veröffentlichten vorerst keine Aufnahmen, da sie keinen Sänger fanden. Ihre einzige EP, Deliver Us From Evil, erschien 1992 mit Jeff Scott Soto am Gesang. Einige Songs der Band wurden später umgeschrieben und für die neuen Misfits verwendet.
1994 trafen sich Jerry Only, Doyle, Robo, Franché Coma und Glenn Danzig vor Gericht und im August des Jahres bestätigte Jerry Only zum ersten Mal, dass die Band wieder zusammen spielen werde, Danzig allerdings nicht dabei sein würde und sie deshalb nach einem Sänger suchen. An Dez Cadenas Geburtstag im Juni spielten Jerry, Doyle und Dr. Chud wieder Misfits-Songs mit dem Sardonica-Sänger und probten wenig später mit ihrem späteren Roadie, Jonathan Grimm. Neujahr 1995 wurde klar, dass die Band wieder unter dem Namen Misfits auftreten darf. Im März 1995 probten sie zum ersten Mal mit Michale Graves, welcher die Misfits bis dahin kaum kannte, weshalb er sich so schnell wie möglich Collection I kaufte, um die Songs zu lernen. Drei Monate später erkundigte sich Jerry nach weiteren Sängern, doch die meisten lehnten ab. Am 27. Oktober 1995 spielten die Misfits zum ersten Mal in ihrer späteren Besetzung: Jerry Only, Doyle, Dr. Chud und Michale Graves ein Konzert, von dem nur Mitglieder des Fiend Clubs wussten. Vier Tage später spielten sie während einer Type O Negative Show das erste Mal wieder vor allgemeinem Publikum. Ende des Jahres nahmen sie den Kryst the Conqueror-Song Dr. Phibes Rises Again mit Graves neu auf.

#### American Psycho
Sie starteten Anfang 1996 eine Europatour, bei der auch alte Misfits-Mitglieder auf die Bühne kamen und im Mai nahmen sie 13 neue Songs auf, ihr erstes neues Studio-Material seit 13 Jahren. Bei einer Show im August griff Graves einen der Techniker an, musste deshalb einige Tage ins Gefängnis und konnte bei den nächsten zwei Konzerte nicht anwesend sein, weshalb Jerry Only und Leute aus dem Publikum bei diesen Shows sangen. Ende August endete ihre „Resurrection“-Tour, im April nächsten Jahres begannen sie wieder mit Aufnahmen für das Album American Psycho und unterschrieben einen Vertrag mit Geffen Records. Das neue Album erschien einen Monat später und sie begannen die Aufnahmen für die Musikvideos zu Dig Up Her Bones und American Psycho. Bei der Tour im Juni, bei der wieder alte Mitglieder der Band anwesend waren, spielten sie als Vorband von Megadeth. Bei einem Gig im Oktober spielten sie mit Joey und Marky Ramone einige Ramones-Coversongs und am Ende des Jahres ging Jerry Only mit den Ramones auf Tour.

#### Famous Monsters

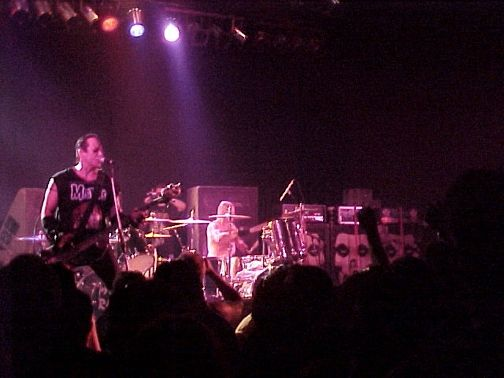
Jerry Only und Robo (2001)

Nach einigen Shows 1998 teilte Michale Graves der Band mit, dass er bei der Südamerika-Tour nicht singen könne, deshalb heuerten sie Myke Hideous für diese Tour an. Da Graves aber bemerkte, dass die Band mit Hideous probte, entschied er sich, die Band zu verlassen. Nach der Tour trat Graves der Band trotzdem wieder bei. Evilive II, ein Live-Album, das nur an Mitglieder des Fiend Clubs verkauft wurde, erschien im August, um die Wartezeit auf neues Material zu überbrücken. Das neue Album, Famous Monsters, erschien ein Jahr später, darauf finden sich die bis jetzt letzten originalen Studio-Aufnahmen. Anfang des nächsten Jahres gaben Chud und Graves auf ihrer Seite, genauso wie Only auf der Misfits-Website bekannt, dass sich die Misfits getrennt hätten, sie tourten allerdings einige Monate später wieder zusammen, Chud und Graves verließen die Band am Ende des Jahres aber doch. Den Rest der Tour sangen Jerry Only und Zoltán Téglás (Ignite), der Posten des Schlagzeugers wechselte oft. Im April 2001 startete die Band die M25-Tour, bei der Doyle Wolfgang von Frankenstein aufgrund von Unstimmigkeiten mit Only nicht mehr anwesend war. In einem später geführten Gespräch nannte Doyle als Grund, dass durch die zahlreichen Mitgliederwechsel in der Band der nötige Zusammenhalt und die Identifikation fehlten. In einem Gespräch mit dem Magazin Kin Kats äußerte er 2009: „Es gab keine Bandstruktur und keinen Sänger. Und es gibt immer noch keinen Sänger oder neues Material. Das war nicht das, was ich wollte. Ich wollte eine neue Band mit eigenem Material, keine Coverband. Aber jemand (Jerry Only) sah das anders.“

#### M25 und 30th Anniverscary
Das Line-Up der M25-Tour, also der Tour zum 25-jährigen Bestehen der Misfits, bestand aus Jerry Only, der nun neben dem Bass auch den Gesang übernahm, Dez Cadena von Black Flag an der Gitarre und Marky Ramone von den Ramones am Schlagzeug. In dieser Besetzung wurde das 2003 veröffentlichte Album Project 1950 aufgenommen, auf dem Cover-Versionen einiger Hits aus den Jahren 1950 bis 1960 zu hören sind.
Im Jahr 2005 wechselte die Besetzung des Schlagzeugers erneut und Robo, einer der ehemaligen Drummer, kehrte zurück.

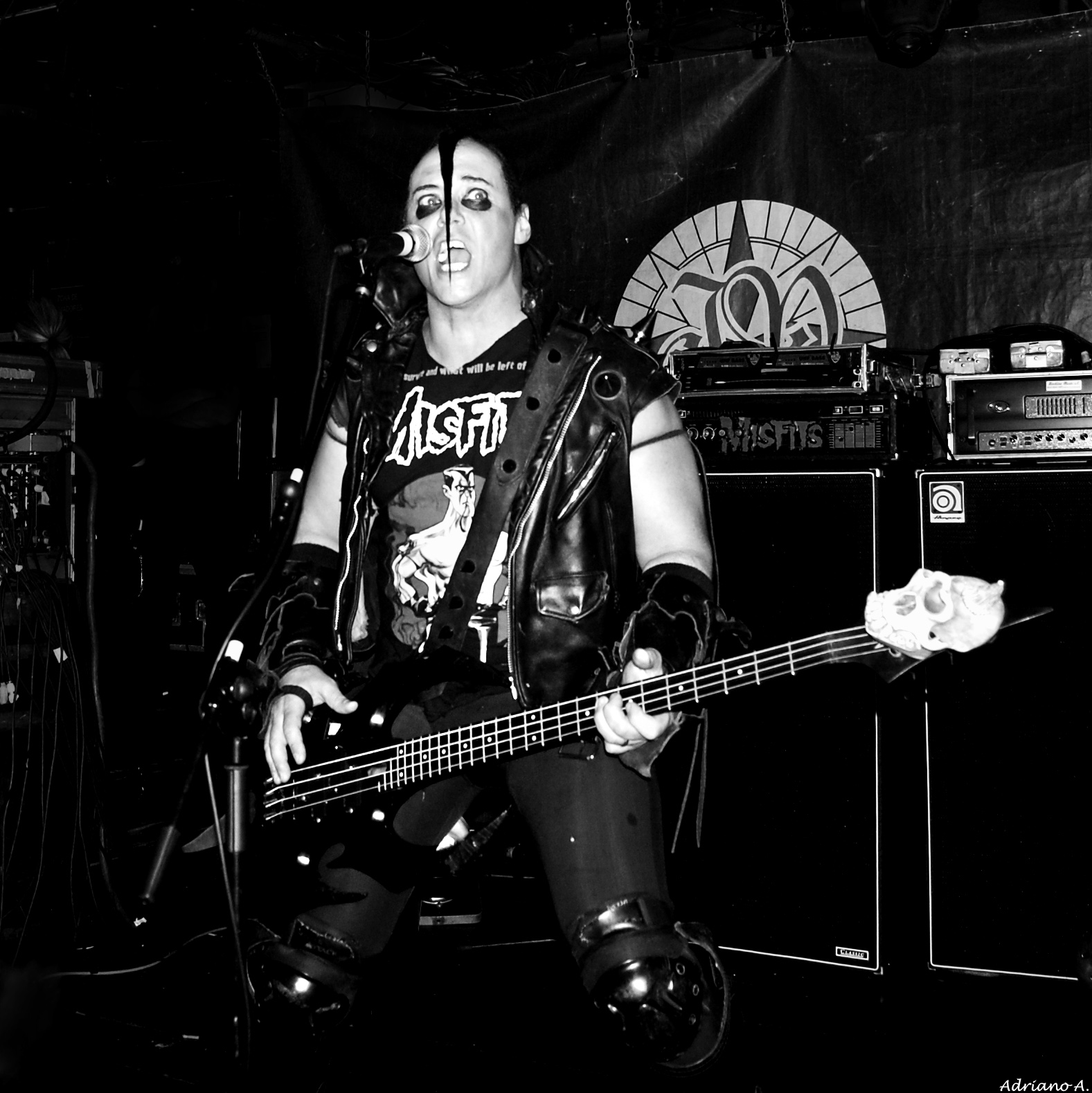
Jerry Only (2008)

#### The Devil’s Rain
Sowohl Danzig als auch Doyle Wolfgang von Frankenstein äußerten sich negativ über die neu gegründeten Misfits. So kritisierte Danzig, dass Jerry Only, als letztes verbliebenes Mitglied der Originalbesetzung, den Namen Misfits nutzte: „Das ist jämmerlich. Er lebt einfach nur durch den Namen. Gibt es überhaupt Leute, die das gut finden? Jerry muss den Namen Misfits benutzen, um überhaupt etwas zu tun.“ Auch Doyle ist der Ansicht, „Das sind nicht die Misfits.“ Das Verhältnis zu seinem Bruder bezeichnete er als zerrüttet. Sie hätten keinen Kontakt, und Jerry spräche nicht mit ihm. Am 27. Oktober 2009 wurde die Single Land of the Dead veröffentlicht, welche das erste, eigene Studiomaterial der Band seit 1999 darstellt. 2010 musste Robo die Band verlassen. Als Grund nannte Only wiederkehrende Probleme aufgrund dessen kolumbianischen Passes, was ein konstantes Touren unmöglich machte.
Er wurde durch Eric „Chupacabra“ Arce von Murphy’s Law ersetzt, welcher schon vorher auf ihren Touren von 2000 und 2001 eingesprungen war. In dieser Besetzung ging die Band 2011 auf Europa-Tour, bei der sie unter anderem auf dem Wave-Gotik-Treffen in Leipzig als Headliner spielten. Am 4. Oktober erschien das neue Album The Devil’s Rain, welches von Ed Stasium produziert wurde.
Am 5. Februar 2013 wurde das Live-Album Dead Alive! veröffentlicht, das am 31. Oktober 2012 (Halloween) im B.B. King Blues Club am Times Square von New York aufgezeichnet worden war. Im April 2013 führte Glenn Danzigs Band Danzig anlässlich ihres 25-jährigen Jubiläums der Band Danzig gemeinsam mit Doyle Wolfgang von Frankenstein ein Misfits-Set auf.
Dez Cadena verkündete seinen Ausstieg aus der Band im Juni 2015 über Twitter. An seine Stelle rückte Jerry Caifa II, mit dem am 14. November 2015 die Doppelsingle Vampire Girl/Zombie Girl veröffentlicht wurde.

### Die Wiedervereinigung (seit 2016)
Im Mai 2016 gab die Band bekannt, dass sie erstmals seit 1983 mit dem Originalsänger Glenn Danzig, sowie mit dem Originalgitarristen Doyle Wolfgang von Frankenstein und dem Originalbassisten Jerry Only auf dem Riot Fest in Denver und Chicago als Headliner auftreten werde. Als Schlagzeuger für die Reunion der „The Original Misfits“ wurde Dave Lombardo (ex-Slayer) berufen. 2022 brachte die Band zwei eigene Biere auf den nordamerikanischen Markt, „Misfits Fiend Lager“, ein von einer kalifornischen Brauerei gebrautes Lagerbier, und „Horror Xmas“, ein von der New Yorker Brauerei Decadent Ales gebrautes Stout.

## Stil
Die frühen Tonträger der Misfits waren aufgrund mangelnder Studiozeit und finanzieller Mittel schlecht produziert und orientierten sich stark an denen einiger zeitgenössischer Hardcore-Bands wie den Dead Kennedys oder Black Flag. Die Band bewegte sich zu dieser Zeit in der New Yorker Hardcore-Szene und wurde dieser zugerechnet. Auffallend bei den alten Stücken ist vor allem Glenn Danzigs markanter Gesang, welcher oft mit dem Elvis Presleys oder Jim Morrisons verglichen wird. Die Texte wurden häufig von Horrorfilmen der 1950er- und 1960er-Jahre beeinflusst. Im Gegensatz zu anderen Punkbands sind die meisten Stücke der Danzig- bzw. Graves-Ära melodisch oft stark an die heute häufig als Oldies bezeichneten Pop-Lieder der 1950er- und 1960er-Jahre angelehnt.
Der Klang seit der Wiedervereinigung 1995 ist wegen des oft „blechern“ und härter wirkenden Klangs der Gitarre jedoch viel mehr dem Metal zuzuordnen. Die Lieder des 2011 veröffentlichten Albums The Devils Rain sind in Bezug auf Text und Musik weit weniger aggressiv als die früheren Werke der Band. Einige Kritiker und Fans bezeichnen die Musik daher als Horror-Rock und nicht als Horror-Punk. Auf The Devils Rain finden sich viele Lieder mit Gitarrensoli, (u. a. The Devils Rain, Twilight of the Dead, Unexplained) eine auffällige Änderung gegenüber den früheren Alben. Die Kritiken für das Album waren insgesamt gemischt bis negativ.

## Diskografie

### Danzig-Ära

#### Studioalben
- 1978: Static Age
- 1982: Walk Among Us
- 1983: Earth A.D./Wolfs Blood

#### Livealben
- 1982: Evilive

#### Kompilationen
- 1980: Beware
- 1985: Legacy of Brutality
- 1986: Collection I oder Misfits
- 1995: Collection II
- 1996: The Misfits Box Set (US: Gold)[8]

#### Studio-EPs
- 1978: Bullet
- 1979: Who Killed Marilyn? (unveröffentlicht)
- 1979: Horror Business
- 1979: Night of the Living Dead
- 1981: 3 Hits from Hell
- 1984: Die, Die My Darling

#### Singles
- 1977: Cough/Cool
- 1981: Halloween

#### Videoalben
- 1983: Brain Eaters

### Reunion

#### Studioalben
- 1997: American Psycho
- 1999: Famous Monsters
- 2001: 12 Hits from Hell – The MSP Sessions (Caroline Records/Virgin, erschienen in Europa, extrem selten)
- 2003: Project 1950
- 2011: The Devil’s Rain

#### Livealben
- 1998: Evilive II (war nur durch den Fiend Club erhältlich)
- 2013: Dead Alive!

#### Kompilationen
- 2001: Cuts from the Crypt
- 2005: Misfits Meet the Nutley Brass – Fiend Club Lounge

#### Singles und EPs
- 1997: Dig Up Her Bones
- 1998: I Wanna Be a NY Ranger (mit John Cafiero)
- 1999: Scream!
- 1999: Monster Mash
- 2003: The Day the Earth Caught Fire (Split-Single mit Balzac)
- 2006: Psycho in the Wax Museum
- 2009: Land of the Dead
- 2011: Twilight of the Dead
- 2015: Vampire Girl/Zombie Girl
- 2016: Friday the 13th

#### Videoalben
- 1997: Dig Up Her Bones
- 1998: Abominable Dr. Phibes/American Psycho
- 1998: Monster Mash
- 1999: Scream!